# Синёв, Виктор Григорьевич
Ви́ктор Григо́рьевич Синёв (24 января 1935, Омск, РСФСР, СССР — 10 сентября 2002, Тирасполь, Приднестровская Молдавская Республика) — государственный деятель Молдавской ССР и Приднестровской Молдавской Республики. Председатель исполкома Тираспольского городского Совета народных депутатов с 1971 по 1986. Министр жилищно-коммунального хозяйства Молдавской ССР с 14 января 1986 по 24 мая 1990. Депутат Верховного Совета Молдавской ССР. Министр промышленности и энергетики Приднестровской Молдавской Республики с 8 сентября 1992 по 8 декабря 1997. Первый заместитель председателя правительства Приднестровской Молдавской Республики с 1997 по 2000. Почётный гражданин Тирасполя (2002).

## Биография

### Глава города Тирасполь
Оставил яркий след в истории Тирасполя. Прошёл путь от инженера-электромеханика до главы города, став самым молодым главой города в тогдашнем СССР.
Начал работу инженером на Молдавской ГРЭС.
С 1971 в течение 15 лет находился на посту председателя исполкома Тираспольского городского Совета, избирался депутатом Верховного Совета Молдавской ССР.
За время руководства Синёва Тирасполь превратился в мощный экономический, научный и культурный центр Молдавской ССР. Синёв стоял у истоков появления электротранспорта в Тирасполе, всемерно способствовал развитию строительной индустрии, реконструкции центральной части города, формированию микрорайонов, строительству дошкольных и школьных учреждений, объектов здравоохранения и зданий общественно-культурного назначения, уделял укреплению жилищно-коммунальной сферы города.
Синёв сыграл большую роль в градостроительстве Тирасполя. Он участвовал в разработке и утверждении генерального плана развития города. При его содействии построены здания нынешнего Верховного совета ПМР, памятник А. В. Суворову, Дворец детского и юношеского творчества, большая часть микрорайона «Октябрьский», Центральная городская библиотека, кинотеатр «Тирасполь», туркомплекс «Аист», реконструирован Мемориал Славы. При его непосредственном участии в Тирасполе были построены хлопчатобумажный комбинат, заводы «Молдавизолит» и «Электромаш», тираспольские хлебный и мясокомбинат.

### В правительстве Молдавской ССР
В 1986 назначен министром жилищно-коммунального хозяйства Молдавской ССР. Позднее был генеральным директором Ассоциации жилищно-коммунальной сферы «Аском».

### В правительстве Приднестровья
В 1990-е занимал различные руководящие должности в Правительстве Приднестровской Молдавской Республики.
- С мая по август 1992 — начальник Республиканского управления местного хозяйства и топлива ПМР.
- С августа 1992 по декабрь 1997 — заместитель Председателя Правительства, министр промышленности и энергетики ПМР.
- С февраля 1997 по август 2000 — первый заместитель Председателя Правительства ПМР[5][6].
- С августа 2000 по январь 2002 — специальный представитель Президента ПМР по вопросам заключения межправительственных соглашений.
- С январь по сентябрь 2002 — Государственный советник Президента ПМР в ранге министра.

Скончался 6 сентября 2002 при невыясненных обстоятельствах, официально от инфаркта.

## Семья
Был женат. Дочь — Ольга Викторовна Латус (Синёва).

## Награды
- Орден Почёта (ПМР)[9]
- «Почётный гражданин Тирасполя» (8 октября 2002, посмертно), звание решением 19-й сессии XXII созыва Тираспольского городского Совета народных депутатов[10][11]
- Медаль «10 лет Приднестровской Молдавской Республике»[12]
- Медаль «За безупречную службу» III степени[13]
- Грамота Президента ПМР[14]

## Память
- Памятная доска установлена на здании Дома Советов города Тирасполь, где длительное время работал В. Г. Синёв
- Памятник-бюст открыт 13 октября 2009 на Аллее Славы в Тирасполе[15][16]
- В 2016 Лучевой проезд в Тирасполе был переименован в улицу Синёва[17].

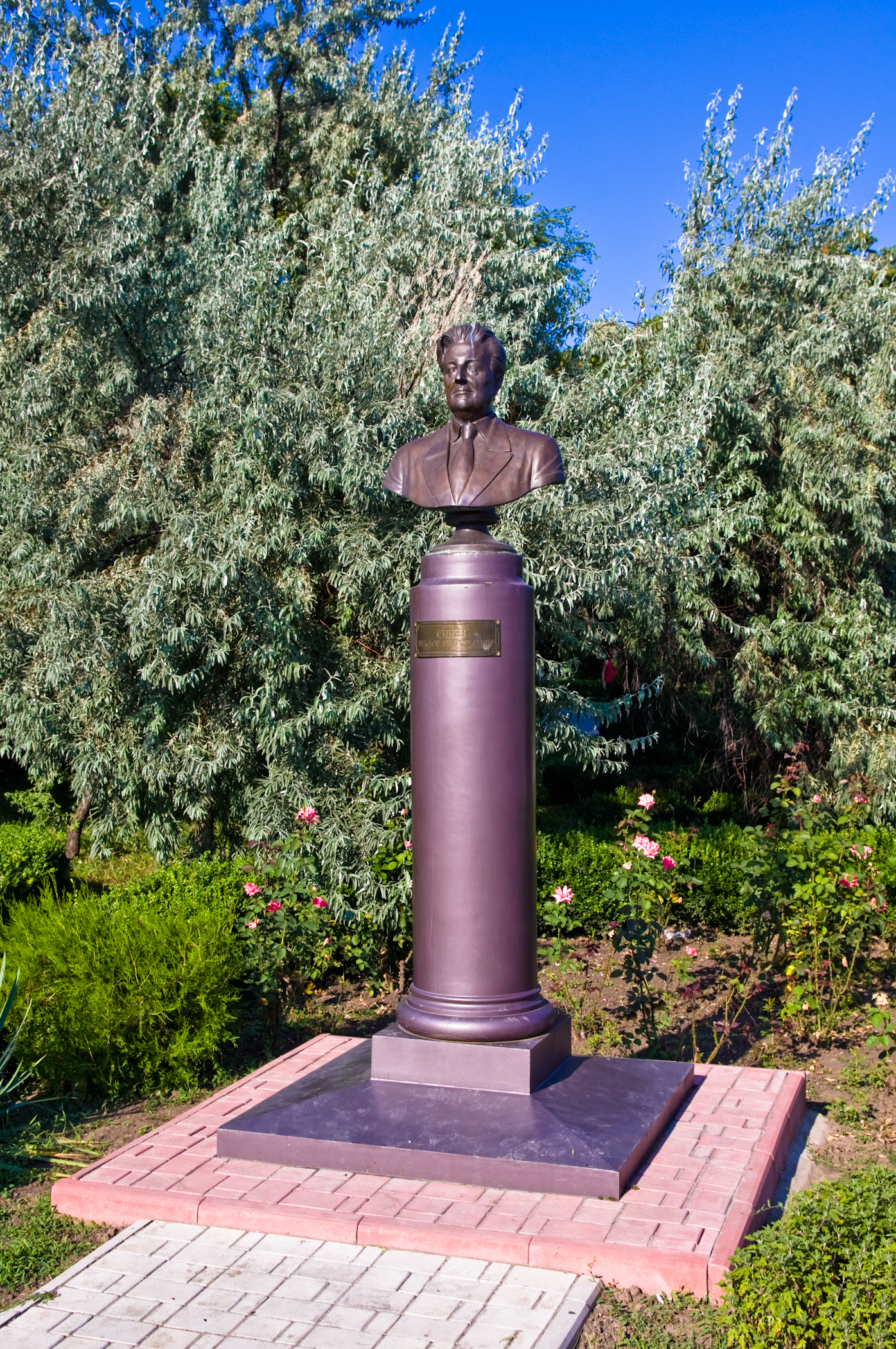
Памятник-бюст
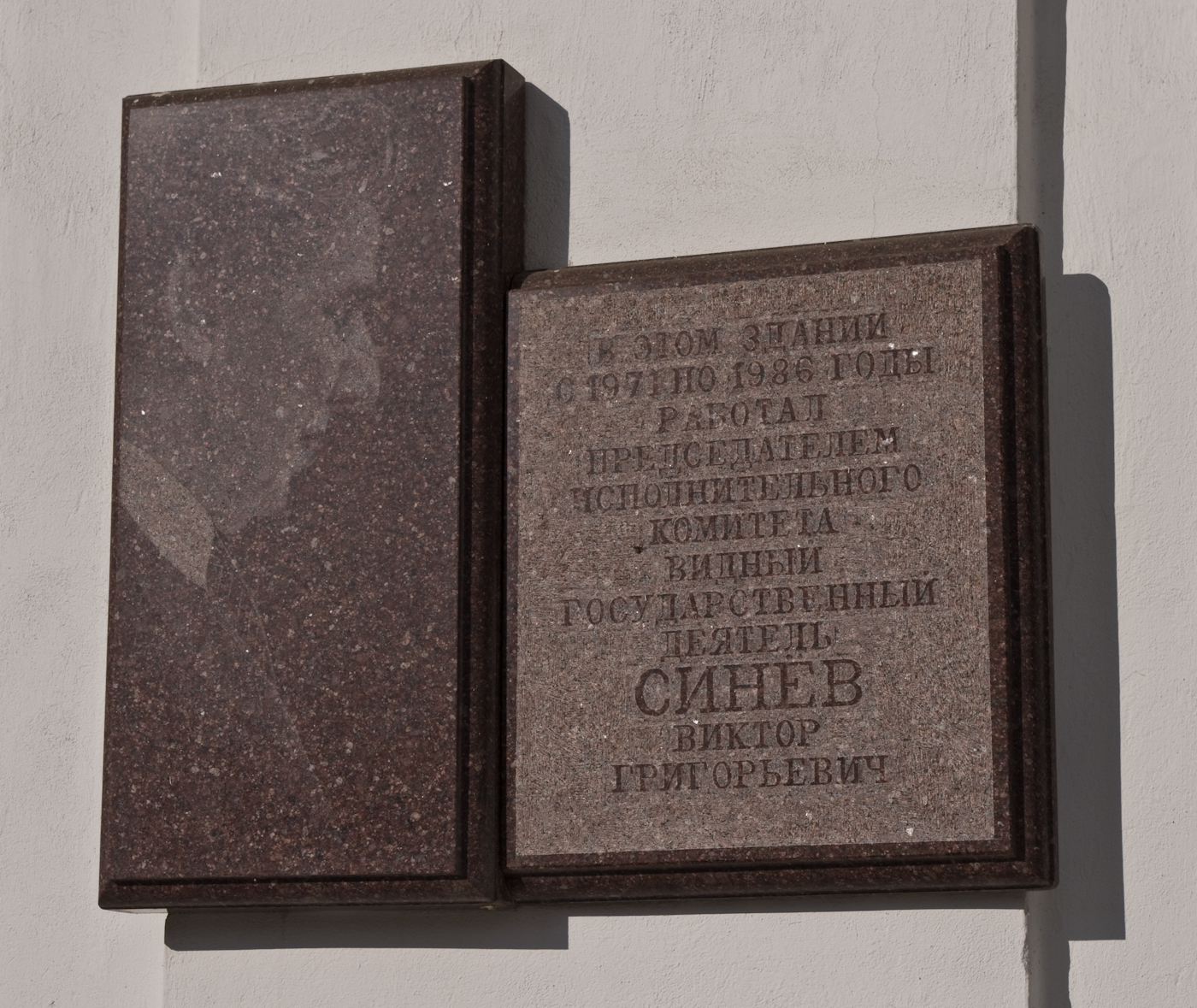
Памятная доска